# Tina Hirsch
Pour les articles homonymes, voir Hirsch.
Tina Hirsch est une monteuse américaine.
En 2000, elle fut la première femme présidente de l'ACE (American Cinema Editors).

## Filmographie

### En qualité de monteuse
- 1974 : Macon County Line
- 1974 : Super Nanas (en) (Big Bad Mama) de Steve Carver
- 1975 : La Course à la mort de l'an 2000 (Death Race 2000)
- 1976 : À plein gaz (Eat My Dust) de Charles B. Griffith
- 1978 : Just Me and You (TV)
- 1978 : The Driver
- 1979 : More American Graffiti
- 1981 : Heartbeeps
- 1982 : Y a-t-il enfin un pilote dans l'avion ? (Airplane II: The Sequel)
- 1983 : Independence Day
- 1983 : La Quatrième Dimension (Twilight Zone: The Movie)
- 1984 : Gremlins
- 1985 : Explorers
- 1991 : Un crime dans la tête (Delirious)
- 1991 : Mystery Date
- 1992 : Captain Ron de Thom Eberhardt
- 1994 : La Vie à cinq (pilote série télévisée)
- 1995 : OP Center (TV)
- 1995 : Faux frères, vrais jumeaux (Steal Big Steal Little), d'Andrew Davis
- 1995 : Saved by the Light (TV)
- 1997 : Le Pic de Dante (Dante's Peak)
- 1998 : Labor of Love (TV)
- 1998 : De mères en filles (A Will of Their Own) (feuilleton TV)
- 1999 : Behind the Mask (TV)
- 1999 : À la Maison-Blanche (The West Wing) (série télévisée)
- 2003 : Stealing Sinatra
- 2003 : The One (TV)
- 2004 : Plainsong (TV)
- 2004 : Back When We Were Grownups (TV)
- 2005 : In From the Night (TV)

### En qualité de réalisatrice
- 1987 : Munchies (en)
- 2013 : Four Decades Later (documentaire)

## Distinctions

### Récompenses
- 2001 : Eddie Awards : Meilleur montage d'une série télévisée d'une heure (À la Maison-Blanche).

### Nominations
- 1996 : Eddie Awards : Meilleur montage d'un épisode d'un feuilleton TV (OP Center).
- 2000 : Eddie Awards : Meilleur montage d'un film pour une chaîne commerciale (Behind the Mask).
- 2000 : Emmy Awards : Meilleur montage d'une série télévisée (À la Maison-Blanche).
- 2005 : Eddie Awards : Meilleur montage d'un feuilleton ou d'un film pour une chaîne commerciale (Back When We Were Grownups).